# 비판적 실재론 (사회과학 철학)
비판적 실재론은 과학을 이해하기 위한 철학적 접근 방식으로, 로이 바스카(Roy Bhaskar) (1944–2014)에 의해 주창되었다. 비판적 실재론은 일반적인 과학철학(초월적 실재론(transcendental realism))과 사회과학 철학(비판적 자연주의(critical naturalism))의 결합으로 구성된다. 비판적 실재론은 과학을 인과적 기제(causal mechanism)들을 식별하는 것과 관련한 것으로 간주함으로써 경험주의와 실증주의에 특히 반대한다. 또한 사회과학의 맥락에서 과학적 조사는 칼 마르크스의 저작과 유사한 방식으로 사회적 배치(social arrangement)와 사회제도(social institution)들에 대한 비판으로 직결될 수 있다고 주장한다. 또한 비판적 실재론은 20세기의 후반부터 다양한 형태의 '포스트모더니즘'에 대항해 왔다. 이는 다양한 유형의 철학적 실재론 중 하나이자, 분석적 실재론(analytic realism) 및 미묘한 실재론(subtle realism)과 같이 사회과학 내에서 옹호되는 실재론의 형태들 중 하나에 해당한다.